# Vilnia
El Vilnia o Vilnelė (en polonès Wilejka o Wilenka, en belarús Вільня/Vilnia) és un riu de Lituània. Neix prop de la població de Vindžiūnai, 5 km al sud de Šumskas, a la frontera entre Lituània i Belarús.
El Vilnia té una longitud de 79,6 km i la seva conca té 624 km². Durant uns 13 km, el riu transcorre per la frontera entre Lituània i Belarús, i els 69 km restants transcorrent íntegrament en territori lituà fins a desembocar al riu Neris a Vílnius. Eventualment, les seves aigües, via el transvasament del Neris al Neman, flueix fins al mar Bàltic. La seva confluència amb el Neris cau justament dins la ciutat de Vílnius, i el nom del riu probablement dona el nom a la ciutat.
Rescloses al llarg del seu curs contribueixen al seu cabal.
Una sèrie de pous d'accés a l'aigua subterrània del riu, perforats al segle xx, segueixen sent una font important d'aigua potable a la ciutat a finals del segle xx.
El nom del riu prové de la paraula en lituà Vilnis ("una surgència") o vilnyti ("sorgir").
Vilnelė, la forma diminutiva de l'original hidrònim Vilnia, va esdevenir d'ús popular a Lituània i en gran part reemplaçat aquest últim.
En un esforç per restaurar la migració aigües amunt de salmònids a la conca, una escala de peixos va ser construïda al Vilnia l'any 2000.